# Karl von Bredow-Buchow-Carpzow
Karl von Bredow-Buchow-Carpzow (* 13. April 1832 in Ihlow im Kreis Oberbarnim; † 13. November 1904 in Buchow-Karpzow) war ein preußischer Politiker, Mitglied des Preußischen Herrenhauses und Domherr zu Brandenburg.

## Familiäres Umfeld
Karl von Bredow war Angehöriger der weitverbreiteten mittelmärkischen Uradelsfamilie von Bredow, die ihren Stammsitz Bredow im Havelland hatte und 1251 erstmals urkundlich in Erscheinung trat. Er selbst entstammte dem Hause Ihlow der Linie Kremmen seiner Familie.

## Leben
Karl von Bredow-Buchow-Carpzow war wie sein Vater Schüler auf der Brandenburger Ritterakademie. Seine Schulzeit beendete er auf dem Pädagogium zu Halle an der Saale. Dann trat zunächst als Offiziersanwärter in das preußische Heer ein. Er nahm nach Erlangung des Dienstgrades eines Majors seinen Abschied, um sich fortan der Verwaltung und Bewirtschaftung seines Gutes Buchow-Carpzow zu widmen. Da er politisch interessiert war, ließ er sich von seiner Familie, die seit dem 7. Juli 1855 das Präsentationsrecht zum Preußischen Herrenhaus besaß, als Vertreter seiner Familie für den vakanten, seiner Familie zustehenden Sitz im Herrenhaus vorschlagen. Diesen Sitz hatte er bis zu seinem Tode inne.
Karl von Bredow war zweimal mit einer von Bredow verheiratet. Aus seiner zweiten Ehe mit Thusnelda von Bredow-Landin (1845–1908), Tochter des Thusnelda von Puttkamer und des Offiziers und Politikers Max von Bredow, gingen ein Sohn und drei Töchter hervor. Aus der ersten Ehe mit Sophie von Bredow-Senzke (1836–1867) stammen die Töchter Adelheid, Margarete und Karla.
Von 1893 bis 1904 war Karl von Bredow Domherr des Hochstiftes zu Brandenburg und Kurator der Ritterakademie Brandenburg. Er war in diesen Funktionen Nachfolger des Karl Graf von Bredow-Friesack (1822–1893) und des Politikers Hans von Rochow-Plessow. Durch seine ehrenamtliche Tätigkeit erhielt Bredow eine hohe Jahrespräbende von 7310,18 Mark.
Sein Rittergut Buchow-Carpzow hatte um 1900 eine Größe von 767 ha.